# 葛德胜
葛德胜（1911年10月10日—1998年10月18日:223），黑龙江富锦人，赫哲族，伊玛堪说唱家，中国共产党党员。他曾作为赫哲族代表多次前往北京参加中华人民共和国国庆节观礼，一共六次受到毛泽东接见。退休后他凭借记忆说唱出多部长篇伊玛堪，为赫哲族文化遗产抢救与传承留下珍贵资料。1998年10月18日，葛德胜因病在饶河县去世，享年87岁。

## 生平

### 早年经历
清宣统三年（1911年），葛德胜出生于吉林省富锦县（今富锦市）的一个赫哲族聚居地下吉里屯。葛德胜的赫哲族祖姓为葛依克勒氏，简化为汉姓葛。他的父亲汉语名字叫葛双印，其前妻亡故遗下一女，后来续娶了前妻的妹妹又生两子两女，长子即葛德胜:223-224。葛德胜出生时得到赫哲语女性名字“莫托”，含义为长命百岁。他八岁时跟随父亲打猎，九岁进入富锦东庙私塾学习《三字经》等传统启蒙读物，11岁辍学继续打猎。16岁娶亲，同年丧母，几个月后妻子也病故了:232，19岁续娶，22岁丧父。父亲死后，他也曾跟随其他村屯的赫哲人前往完达山、集贤县、双鸭山和锅盔山一带打猎，但主要以打渔为生。和弟弟葛长胜分家后生活愈发困难，他经常携家带口投靠亲故，借住在草棚里面，家当只剩被褥，渔具都要向别人借；一共生了十个子女，其中五个都早早夭折。他还曾经喜欢耍钱赌博，但没有染上烟瘾:224-239。

### 日伪和剿匪时期
满洲国康德七年（1940年），日军声称山上有朝鲜抗日军，没收了赫哲人的猎枪。各村屯为首的猎户屡次申请，日军才给发下三十支老枪，还把赫哲人编为山林队，负责报告抗日军行迹和抓捕大烟种植户。葛德胜跟随山林队猎捕梅花鹿等兽类，有次差点丧命于一头八百余斤的黑熊:245-247。1945年，苏联红军即将攻入富锦，日军要求赫哲山林队携家小跟随大部队去宝清，葛和其他猎户决心不去，在远离村屯的松花江边挖洞藏身。1945年7月，日军战败，苏军进城；9月东北抗日联军教导旅委派刘亚东进驻富锦，说服赫哲山林队接受中国共产党领导协同剿匪。与此同时，曾在宝清县警察队和山林队做过队长的尤德荣得到国民党支持，乘机招兵买马组建了150多人的匪队，还说动一些赫哲人搬家到宝清和饶河交界的七里沁村（永安村）跟随匪队，葛不从。尤德荣攻打富锦败退时说动葛的妻小一起搬走，葛只得搬到七里沁投靠尤，但只是跟人上山打猎和采集山珍。合江省军区五团前来剿匪，尤德荣带领匪队四处逃窜，葛也跟着逃跑。追击之下匪队不断减员，尤命葛等人回去背粮食。然而众人弹尽粮绝，军心涣散，又得知五团欢迎投降，于是前往五团交枪投降。五团团长王景坤了解到葛加入匪队是被逼无奈，就发给他猎枪，让他回家与妻儿团聚。自此葛决定不再跟随尤德荣，尤派人来勾引他回去，他就躲藏起来:251-256。后来饶河解放，应五团的要求，葛和其他赫哲人于1947年11月27日搬到饶河县四排村（即今四排赫哲族乡）:257。合江省委制定的对土匪分子处理办法（草案）规定，连长以下官兵若坦白交代、改过自新，可以“摘掉土匪帽子”:212。因此在1948年，东北各解放区进行土地改革运动时，葛德胜的成分仍被划分为群众。

### 共和国时期
1948年，四排赫哲族村成立，葛德胜担任村长。他带领村民犁地种粮，打渔狩猎，多次被评为饶河县劳动模范，又被选为西林子乡人大代表和委员，1950年被选为饶河县人大代表和县民族事务委员会委员，1951年被选为黑龙江省首届人大代表和省民委委员，带领四排村建立了饶河县首个互助组和农业生产合作社。1952年，葛德胜被选中参加中华人民共和国建国三周年国庆观礼，是唯一的赫哲族代表。观礼之后他还前往中南海怀仁堂参加毛泽东、周恩来等领导人的宴请，并跟随少数民族参观团游览北京、天津、杭州、苏州、南京和上海等地的名胜古迹:258-279。1953年，葛德胜加入中国共产党，任四排村先锋农业生产合作社副主任，1956年升任西林子乡副乡长，1958到1960年在呼兰干校脱产学习文化和农业知识，毕业后被分配到牡丹江，然而饶河县因为赫哲族干部太少，将他从牡丹江调回来任八五九农场二分场副场长。当时王震主持军垦北大荒，前来视察时赠送给他一支半自动步枪。1962年任西林子公社副社长，1964年任饶河社教（社会主义教育）工作队副队长:279-282。文化大革命开始，葛德胜被红卫兵打成“走资派”，遭到免职和批斗。他情绪乐观，坚决不承认罪名，然而陪同挨斗的妻子不堪忍受，投乌苏里江自尽被救起而落下病根。1969年，葛德胜复任四排村村支书，1972年复任西林子乡乡长，因工作受到公社“造反派”的干扰而气得患上肺结核，1975年正式退休:282-285。退休后葛德胜仍住在四排村，1991年参加第三届乌日贡大会，受邀点燃第一束圣香并演唱民歌《狩猎的哥哥回来了》。1998年病逝于饶河。

## 伊玛堪传承
葛德胜出生于伊玛堪说唱世家，父亲葛双印、母亲葛毕氏、弟弟葛长胜、妹妹葛淑清、弟妹葛吴氏等都会说唱伊玛堪。他十一岁辍学跟随父亲和其他赫哲人上山打猎，每次上山之前大家聚集起来祭神饮酒。宴饮已毕，为欢送猎手、祈求打猎顺利，老“玛法”（赫哲语中意为老人，也有伊玛堪歌手的含义）带领大家唱伊玛堪和嫁令阔，讲特伦固和说胡力。大家多数都会讲唱，一个接一个直到半夜。打猎期间晚上猎手会唱，打猎归来也唱，娶亲送葬和逢年过节也都要唱。葛德胜爱热闹，追着长辈听，有时听睡着了，醒来还要继续听，就这样逐渐学会了多部伊玛堪，包括向赫哲族公认的优秀歌手尤古托力学习的《希尔达鲁莫日根》:225-227、230-231，向吴高力和母亲葛毕氏学习的《香叟莫日根》等等。然而葛德胜从年轻时一直到退休都几乎没有机会说唱伊玛堪——在旧社会生活艰苦，他没有心情唱伊玛堪；共和国成立之后他担任干部，工作任务繁重，唱伊玛堪等同于懈怠工作；文革时期伊玛堪被批为封建迷信，他更加不敢唱了:285-287。
随着尤古托力、吴高力等伊玛堪歌手相继离世，会唱伊玛堪的赫哲人越来越少，伊玛堪逐渐濒临失传。1980年9月，中国社会科学院文学研究所、黑龙江省民间文艺研究会、黑龙江省音乐协会和合江地区组成联合调查组，对赫哲族民间文学进行抢救性调查。调查组来到四排村葛德胜家里，请他说唱伊玛堪以供采录。出于传承伊玛堪的责任，他回忆并说唱了《香叟莫日根》和《希尔达鲁莫日根》片段。1981年，他被请到佳木斯，协助翻译上次说唱的作品与回忆采录新作品，持续近一月之久，1982年再次接受采录:287-289。他前后共向来访者说唱过《香叟莫日根》《满斗莫日根》《阿格弟莫日根》《木杜里莫日根》《吴胡萨莫日根》《希尔达鲁莫日根》《沙伦莫日根》等七部伊玛堪，共计四十余万字，为赫哲族文化遗产抢救与传承留下了珍贵资料。
葛德胜在退休后成为中国民间文艺家协会会员、黑龙江省民间文艺家协会与赫哲族研究会顾问、黑龙江省民间文艺研究会理事。凭借对伊玛堪传承的贡献，他被授予黑龙江省“民间艺术家”和“民间说唱家”称号。他说唱的几部伊玛堪被评价为“感情浓烈，场面壮阔，构思新奇，语言生动，表现了赫哲人的狩猎生活和豪放雄壮的民族特点”，多次获得全国和全省民间文学作品奖，《沙伦莫日根》等被编入伊玛堪传习教材。然而葛德胜认为弟弟葛长胜唱得更好，自己并非真正的伊玛堪歌手。别人称赞他“生产上是猎手，政治上是旗手，艺术上是歌手”，但他本人认为该评价有些过誉:287, 289。